# Ласс, Август
Август Ласс (нем. August Lass; 16 августа 1903, Ревель — 27 ноября 1962, Таллин) — эстонский футболист балто-немецкого происхождения, вратарь.

## Футбольная карьера
Ласс начал свою карьеру в таллинском клубе «Калев» и выиграл с ним в 1923 году чемпионат Эстонии. После он перешёл в клуб «Таллин ЯК» и также одержал победы в турнирах 1926 и 1928 года.
В июле 1921 года в возрасте 17-ти лет Август дебютировал за сборную Эстонии в матче против Швеции. Три года спустя он попал в состав команды на Летние Олимпийские игры 1924 года. Всего он отыграл 21 встречу на международной арене, последний свой матч он провёл в 1928 году против Латвии.
В этом же году Ласс завершил карьеру. В 1933—1940 году был вице-президентом эстонского футбольного союза. В апреле 1941 года был арестован и депортирован, в 1947 возвратился в Таллин, но с 1949 по 1955 год вновь был репрессирован. С 1960 года работал тренером в футбольной секции.
Скончался Ласс в 1962 году и был похоронен на кладбище в таллинском районе Рахумяэ.